# Superliga Brasileira de Voleibol Masculino de 2012 - Série B
A Superliga Brasileira de Voleibol Masculino de 2012 - Série B foi a primeira edição desta competição organizada pela Confederação Brasileira de Voleibol através da Unidade de Competições Nacionais. Trata-se da segunda divisão do Campeonato Brasileiro de Voleibol, a principal competição entre clubes de voleibol masculino do Brasil.
A equipe gaúcha do APAV Canoas foi a primeira campeã do torneio ao vencer em Canoas a Funvic, de Pindamonhangaba (SP), por 3 sets a 1.

## Regulamento
A fase classificatória foi composta de oito times divididos em dois grupos, A e B, elencadas de acordo com seu nível técnico e localização geográfica. Foi disputada em formato de Grand Prix, que consistiu de oito etapas, sendo quatro do grupo A e os outros quatro do grupo B. Cada equipe foi sediante em uma etapa e visitante nas outras três. As equipes somaram pontos corridos dentro de seus respectivos grupos. O primeiro e o segundo colocados de cada grupo classificou-se para a fase seguinte.
O sistema de pontuação adotado nesta fase foi o mesmo utilizado na Série A: caso o placar fosse de 3 sets a 0 ou 3 a 1, concedeu-se três pontos para o vencedor e nenhum para o perdedor; se fosse 3-2, dois pontos para o vencedor e um para o perdedor. O não comparecimento (W.O.) levaria à perda de dois pontos.
Nas semifinais as equipes classificadas na primeira fase se enfrentaram em cruzamento olímpico em uma série melhor de três. Os vencedores de cada série se classificaram para a final do torneio, que foi disputada em jogo único com mando da equipe de melhor colocação na fase classificatória. A classificação de 3ª a 8ª colocação se deu baseada no índice técnico da fase classificatória. O campeão do torneio garantiu vaga na Série A 2012/2013. 

## Equipes participantes
| Equipe          | Cidade          | Temporada 2010/2011     |
| --------------- | --------------- | ----------------------- |
| APAV Canoas     | Canoas          | -                       |
| AE Atibaia      | Atibaia         | -                       |
| Clube do Remo   | Belém           | -                       |
| Funvic          | Pindamonhangaba | -                       |
| Morro da Fumaça | Morro da Fumaça | -                       |
| AD Santo André  | Santo André     | 14º (divisão principal) |
| Sport Recife    | Recife          | -                       |
| UFC             | Fortaleza       | -                       |

## Fase classificatória
- Vitória por 3 sets a 0 ou 3 a 1: 3 pontos para o vencedor;
- Vitória por 3 sets a 2: 2 pontos para o vencedor e 1 ponto para o perdedor.
- Não comparecimento, a equipe perde 2 pontos.
- Em caso de igualdade por pontos, os seguintes critérios servem como desempate: número de vitórias, média de sets e média de pontos.

|  |                                           |
|  | Equipes classificadas para as semifinais. |

### Grupo A
|     |                 |     | Jogos | Jogos | Jogos | Resultados | Resultados | Resultados | Resultados | Resultados | Resultados | Sets | Sets | Sets  | Pontos | Pontos | Pontos |
| Pos | Equipe          | Pts | T     | V     | D     | 3–0        | 3–1        | 3–2        | 2–3        | 1–3        | 0–3        | V    | P    | R     | V      | P      | R      |
| --- | --------------- | --- | ----- | ----- | ----- | ---------- | ---------- | ---------- | ---------- | ---------- | ---------- | ---- | ---- | ----- | ------ | ------ | ------ |
| 1   | Funvic          | 30  | 12    | 10    | 2     | 9          | 1          | 0          | 0          | 2          | 0          | 32   | 7    | 4.571 | 976    | 810    | 1.205  |
| 2   | UFC             | 15  | 12    | 5     | 7     | 3          | 1          | 1          | 1          | 2          | 4          | 19   | 24   | 0.792 | 937    | 947    | 0.989  |
| 3   | Sport Recife    | 15  | 12    | 5     | 7     | 2          | 2          | 1          | 1          | 1          | 5          | 18   | 25   | 0.720 | 941    | 982    | 0.958  |
| 4   | Morro da Fumaça | 12  | 12    | 4     | 8     | 1          | 1          | 2          | 2          | 0          | 6          | 16   | 29   | 0.552 | 907    | 1022   | 0.887  |

### Grupo B
|     |                |     | Jogos | Jogos | Jogos | Resultados | Resultados | Resultados | Resultados | Resultados | Resultados | Sets | Sets | Sets  | Pontos | Pontos | Pontos |
| Pos | Equipe         | Pts | T     | V     | D     | 3–0        | 3–1        | 3–2        | 2–3        | 1–3        | 0–3        | V    | P    | R     | V      | P      | R      |
| --- | -------------- | --- | ----- | ----- | ----- | ---------- | ---------- | ---------- | ---------- | ---------- | ---------- | ---- | ---- | ----- | ------ | ------ | ------ |
| 1   | APAV Canoas    | 33  | 12    | 11    | 1     | 8          | 2          | 1          | 1          | 0          | 0          | 35   | 7    | 5,000 | 1026   | 850    | 1.207  |
| 2   | AD Santo André | 19  | 12    | 6     | 6     | 3          | 2          | 1          | 2          | 3          | 1          | 25   | 22   | 1.136 | 1089   | 1042   | 1.045  |
| 3   | AE Atibaia     | 13  | 12    | 4     | 8     | 2          | 1          | 1          | 2          | 2          | 4          | 18   | 27   | 0.667 | 968    | 1039   | 0.932  |
| 4   | Clube do Remo  | 7   | 12    | 3     | 9     | 0          | 1          | 2          | 0          | 1          | 8          | 10   | 32   | 0.313 | 860    | 1012   | 0.850  |

## Playoffs
|  | Semifinais | Semifinais     | Semifinais  | Semifinais | Semifinais | Semifinais |  |    | Final  | Final | Final |
|  |            |                |             |            |            |            |  |    |        |       |       |
|  | A1         | Funvic         | 2           | 3          | 3          |            |  |    |        |       |       |
|  | B2         | AD Santo André | 0           | 0          | 0          |            |  |    |        |       |       |
|  |            |                |             |            |            |            |  | A1 | Funvic | 1     |       |
|  |            | B1             | APAV Canoas | 3          |            |            |  |    |        |       |       |
|  | B1         | APAV Canoas    | 2           | 3          | 3          |            |  |    |        |       |       |
|  | A2         | UFC            | 0           | 1          | 0          |            |  |    |        |       |       |

## Classificação final
| Posição        | Equipe          | Promoção/rebaixamento                        |
| -------------- | --------------- | -------------------------------------------- |
| Campeão        | APAV Canoas     | Promovida para a Série A 2012/2013           |
| Vice-campeão   | Funvic          | Promovida para a Série A 2012/2013 (convite) |
| Terceiro lugar | AD Santo André  |                                              |
| 4              | UFC             |                                              |
| 5              | Sport Recife    |                                              |
| 6              | AE Atibaia      |                                              |
| 7              | Morro da Fumaça |                                              |
| 8              | Clube do Remo   |                                              |